# Императорът на моста Хоенцолерн
„Императорът на моста Хоенцолерн“ (на немски: Der Kaiser auf der Kommandobrücke der Hohenzollern) е британски късометражен документален ням филм, заснет от операторите Бърт Ейкрис и Хенри Шорт през 1895 година.

## Интересни факти
- Оригиналното британско название на филма не е известно и той е достигнал до наши дни само със заглавието си на немски език.[2]